# The Young Pope
The New Pope
The Young Pope (litt. : « le jeune pape ») est une mini-série italo-franco-espagnole, composée de dix épisodes, créée par Paolo Sorrentino et avec Jude Law et Diane Keaton,.
La série est présentée en avant-première à la Mostra de Venise le 3 septembre 2016. Elle est diffusée sur Sky Atlantic (en) à partir du 21 octobre 2016 en Italie et Allemagne, du 24 octobre 2016 sur Canal+ en France,, du 27 octobre 2016 au Royaume-Uni, du 15 janvier 2017 sur HBO aux États-Unis, et au Québec à partir du 27 février 2017 à Super Écran.
La suite, The New Pope, est diffusée en 2020. John Malkovich intègre la distribution dans cette suite, dans le rôle de Sir John Brannox, nouveau pape sous le nom de Jean-Paul III.

## Synopsis
Lenny Belardo est un jeune cardinal, doux et peu influent au sein de l'Église. Orphelin de père et de mère hippies, il a été élevé dans un couvent par une nonne anticonformiste, Sœur Mary. Lenny est continuellement tourmenté par son abandon et a développé un rapport très turbulent avec la foi et Dieu. De façon inattendue, il est élu pape à 47 ans par un collège cardinalice qui croit avoir trouvé un pantin manipulable, notamment le narcissique et roué cardinal Angelo Voiello, l'indispensable secrétaire d'État, expert en intrigues. Néanmoins, Belardo, prenant le nom de Pie XIII, se révèle un pape insaisissable, controversé et peu enclin à se faire commander. Pie XIII élève un kangourou dans les jardins pontificaux. Selon Marcelle Padovani, il « fume comme un pompier, boit du Coca au petit déjeuner et ne manque jamais son goûter de 16 heures. Un vrai gosse. Autoritaire et charismatique, réactionnaire et post-moderne, fondamentaliste et désinvolte, hautain et familier, mystique et diabolique, ce jeune pape est un buisson ardent de contradictions ».
Sœur Mary devient secrétaire personnelle du pape, au grand dam des cardinaux. Pie XIII se lie d'amitié avec Esther, épouse d'un garde suisse, fervente catholique qui n'aspire qu'à devenir mère mais dont le couple est stérile. Bien qu'il souhaite rester dans l’obscurité, il noue une complicité intellectuelle avec Sofia, directrice de la communication du Vatican.

## Distribution

### Acteurs principaux
Les principaux acteurs sont :
- Jude Law (VF : Alexis Victor) : Lenny Belardo, le pape Pie XIII
- Diane Keaton (VF : Béatrice Delfe) : la sœur Mary
- Silvio Orlando (VF : Jean-Loup Horwitz) : le cardinal Voiello, secrétaire d'Etat du Vatican
- James Cromwell (VF : Michel Le Royer) : le cardinal Michael Spencer
- Scott Shepherd (VF : Laurent Maurel) : le cardinal Dussolier
- Cécile de France (VF : elle-même) : Sofia Dubois, responsable de la communication du Saint-Siège
- Javier Cámara (VF : Xavier Béja) : le cardinal Gutierrez
- Ludivine Sagnier (VF : elle-même) : Esther
- Toni Bertorelli (VF : Michel Ruhl) : le cardinal Caltanissetta

### Acteurs récurrents
- Allison Case : la sœur Mary jeune
- Stefano Accorsi : le président du Conseil des ministres italien
- Sebastian Roché (VF : Emmanuel Gradi) : le cardinal Michel Marivaux
- Marcello Romolo (it) (VF : Gérard Darier) : don Tommaso, confesseur du pape et des membres de la curie
- Ignazio Oliva (VF : Jérémy Bardeau) : le père Valente
- Kevin Jackson (VF : Thierry Desroses) : Pete Washington
- Vladimir Bibic (VF : Jean-Claude Sachot) : le cardinal Ozolins
- Guy Boyd (VF : Philippe Catoire) : l'archevêque Kurtwell
- Franco Pinelli (VF : Marc Perez) : Tonino Pettola
- Daniel Vivian (en) : Domen
- Olivia Macklin : la mère du pape
- Jan Hoag (VF : Élisabeth Margoni) : Rose, manager d'un hôtel à New York
- Alex Esola (VF : Gauthier Battoue) : Freddy Blakestone

- Version française
  - Société de doublage : TVS[10],[11]
  - Direction artistique : Hervé Rey[10],[11]
  - Adaptation des dialogues : Franck Hervé et Aurélia Mathis[11]

Sous-titres français : Charlotte Laumond et Géraldine le Pelletier
 Source et légende : version française (VF) sur RS Doublage et Doublage Séries Database

## Épisodes
Les épisodes, sans titre, sont numérotés de un à dix.

## Générique
Sur une reprise signée Devlin et Ed Sheeran du morceau All Along the Watchtower , le protagoniste de la série, le pape Pie XIII marche le long d'une galerie fictive, dont les tableaux reprennent l'histoire de l'Église. Suivant la progression du Pape dans la galerie, une étoile filante traverse ces tableaux, éclairant personnages, objets et lieux représentés de sa propre lumière, et parfois même interagissant avec ces derniers. Ainsi, l'étoile enflamme la couronne portée au saint Thomas de Villeneuve, détruit l'ombrelle du pape Paul IV, et embrase la Saint-Barthélémy. La météorite finit par s'écraser sur une sculpture grandeur nature très réaliste du pape Jean-Paul II.
Les tableaux ne sont ni à échelle ni à leur taille réelle. En effet, pour les aligner au mieux, les tableaux ont été redimensionnés pour qu'ils aient tous la même hauteur. 
Ceux-ci sont, dans l'ordre :
- L'adoration des Bergers[14] (1619), de Gérard des Nuits
- La Remise des clefs à saint Pierre (1482), du Pérugin
- La Conversion de saint Paul, (ca. 1600), du Caravage

- Le Concile de Nicée, icône grecque conservée au monastère du Grand Météore
- Pierre l'Ermite qui, chevauchant une mule blanche avec le crucifix en main et parcourrant les villes et les bourgades, prêche la croisade[15] (1827-1829), de Francesco Hayez[16]
- Les Stigmates de saint François (it) (1420), de Gentile da Fabriano
- Saint Thomas de Villeneuve distribuant les aumônes (ca. 1660), Mateo Cerezo
- Michel-Ange présente la maquette de Saint-Pierre à Jules II (1616), du Passignano
- Le Massacre de la saint Barthélémy (1576), de François Dubois
- La nona ora (1999), de Maurizio Cattelan

## Inspirations
Le personnage de Lenny Belardo réunit plusieurs caractéristiques de papes ayant réellement existé. Ainsi, son nom de règne évoque la lignée des pontifes plutôt conservateurs qui se succédèrent au Vatican entre 1846 et 1958 (Pie IX, Pie X, Pie XI, et Pie XII). Dans cette optique, Belardo refuse régulièrement de sortir du Vatican, et même d'apparaître en public, ce qui constitue un trait majeur des règnes de Pie IX, Pie X, et Pie XI, qui refusèrent toute apparition place Saint-Pierre, tout déplacement extérieur, pour marquer leur opposition avec l’État italien. Dans la série, le pape Pie XIII marque clairement son désaccord et son mépris envers le Premier ministre italien, ce qui suppose un point de convergence supplémentaire avec cette réalité historique (on peut également y voir un parallèle avec la fermeté de Pie VII à l'égard de l'empereur des Français Napoléon Ier). Enfin, le conservatisme du personnage semble accrédité d'un point de vue symbolique dans l'épisode 1, alors qu'il contemple longuement un portrait du pape Pie X avec son confesseur Don Tommaso.
Néanmoins, le personnage revêt également des points communs avec des papes plus récents. Ainsi, son charisme et sa jeunesse rappellent les premières années du pontificat de Jean-Paul II (devenu pape à 58 ans, réputé pour son dynamisme et sa pratique sportive) tandis que sa simplicité, son refus d'être photographié ou pris en admiration par la foule, évoque davantage la personnalité du pape Jean-Paul Ier, connu pour sa grande modestie. Ses doutes, sa volonté de renoncer, et finalement sa « cohabitation » avec le pape Jean-Paul III (voir The New Pope) alors qu'il est dans le coma, peuvent rappeler la renonciation du pape Benoît XVI et la cohabitation, inédite à ce jour, d'un pape émérite avec un pape régnant (ce qui fut le cas avec Benoît XVI et François entre l'élection de ce dernier et la mort de Benoît XVI le 31 décembre 2022).